# 12:01 PM
12:01 PM er en amerikansk film fra 1990 af Jonathan Heap.